# 개항로
개항로(開港路)는 인천광역시 중구 해안동4가에서 경동까지 연결되는 인천광역시도로, 총 연장은 1.162 km이다.

## 유래
해당 도로명은 개항의 중심이었음을 알리기 위한 지역적인 특성이 반영된 것에서 유래되었다.

## 노선 정보
- 총 연장 : 1.162 km
- 기점 : 인천광역시 중구 해안동4가 4-1
- 종점 : 인천광역시 중구 경동 80-1

## 통과하는 지자체
- 중구
  - 해안동4가 - 중앙동3가 - 관동3가 - 신포동 - 내동 - 답동

## 접촉하는 도로
- 제물량로 (국도 제42호선, 국도 제46호선, 국도 제77호선, 국가지원지방도 제84호선의 일부)
- 신포로
- 우현로
- 답동로
- 참외전로

## 철도 연계역
직접적으로 연계되지 않지만 도보로 10분이면 수도권 전철 1호선 동인천역과 인접하고 있으며 신포로를 통해 수도권 전철 수인·분당선 신포역과 연결 가능하다.

## 여담
- 해당 거리 주위에는 구한말에 건축된 답동성당과 함께 대한민국에서 최초로 등장시킨 현대식 실내 극장으로 유명세를 탄 애관극장 등이 있으며, 인천직할시청이 구월동으로 이전한 후 남은 시설을 활용하여 1990년대까지 계속 유지해 올 정도이다.
- 역사성이나 정체성은 대체적으로 부산광역시 광복동과 비슷하다.
- 인천 지역에서는 1990년대까지만 하여도 경제, 문화, 패션 등의 중심지로 이목을 끌었다.
- 1990년대 중반에 접어들면서 주변 지역에는 외환위기와 함께 인현동 호프집 화재 참사까지 이어지면서 주변 상권이 주안역 부근과 구월동 로데오거리 그리고 부평역 주변 등과 같이 인천 지역의 다양한 부도심들이 형성되면서 대거 이탈한 것으로 나타나고 있다.

## 주변 시설
- 신포문화의거리
- 웨딩가구의거리